# マナン・マーシャンディ・クラブ
マナン・マーシャンディ・クラブ（ネパール語: मनाङ- मर्स्याङ्दी क्लब, 英語: Manang Marshyangdi Club）は、ネパールの首都カトマンズをホームタウンとするサッカークラブ。ネパールサッカー1部リーグで最多の優勝回数（7回）を誇る。

## タイトル
- マーティアズメモリアルAディヴィジョンリーグ 優勝 (8) : 1986, 1987, 1989, 2000, 2003, 2005-06, 2013-14, 2018-19
- Ncellカップ（英語版） 優勝 (2) : 2012, 2013

## AFC主催大会成績
- AFCチャンピオンズリーグ
  - 1987 予選
- AFCカップ
  - 2015 予選（財政上の問題により棄権）[1]
- AFCプレジデンツカップ
  - 2006 グループステージ
  - 2014 決勝ステージ

| 年度  | 大会                  | ラウンド                     | 対戦クラブ                             | ホーム | アウェー | 合計    |
| ----- | --------------------- | ---------------------------- | -------------------------------------- | ------ | -------- | ------- |
| 1987  | アジアクラブ選手権    | 予選ラウンド (グループ2)     | モハメダンSC                           | 2-6    | 2-6      | 4位敗退 |
| 1987  | アジアクラブ選手権    | 予選ラウンド (グループ2)     | モフン・バガン・スーパー・ジャイアント | 1-6    | 1-6      | 4位敗退 |
| 1987  | アジアクラブ選手権    | 予選ラウンド (グループ2)     | アル・カルフSC                         | 1-6    | 1-6      | 4位敗退 |
| 1987  | アジアクラブ選手権    | 予選ラウンド (グループ2)     | PAF FC                                 | 4-1    | 4-1      | 4位敗退 |
| 2006  | AFCプレジデンツカップ | グループB                    | ラトナムSC                             | 0-2    | 0-2      | 3位敗退 |
| 2006  | AFCプレジデンツカップ | グループB                    | ヴァフシュ・クルガン・テッパ           | 3-1    | 3-1      | 3位敗退 |
| 2006  | AFCプレジデンツカップ | グループB                    | FCドルドイ・ディナモ・ナルイン         | 0-2    | 0-2      | 3位敗退 |
| 2014  | AFCプレジデンツカップ | グループステージ (グループC) | スヴァイリエンFC                       | 6-3    | 6-3      | 1位通過 |
| 2014  | AFCプレジデンツカップ | グループステージ (グループC) | エルチム                               | 0-0    | 0-0      | 1位通過 |
| 2014  | AFCプレジデンツカップ | 決勝ステージ (グループA)     | スリランカ・エアフォースSC             | 2-1    | 2-1      | 2位敗退 |
| 2014  | AFCプレジデンツカップ | 決勝ステージ (グループA)     | HTTUアシガバート                       | 1-3    | 1-3      | 2位敗退 |
| 20151 | AFCカップ             | 予選                         | ヒラール・アル・クドゥス               |        | w/o      | 棄権    |

1 AFCカップ2015出場権獲得はAFCプレジデンツカップ2014の成績による。

## 歴代所属選手
- 伊藤壇 2011-2012